# Inflamação
Inflamação (em latim: inflammatio) faz parte da resposta biológica dos tecidos do corpo a estímulos nocivos, como patógenos, células danificadas ou irritantes. É uma resposta protetora que envolve células imunológicas, vasos sanguíneos e mediadores moleculares. A função da inflamação é eliminar a causa inicial da lesão celular, limpar células e tecidos danificados e iniciar a reparação tecidual.

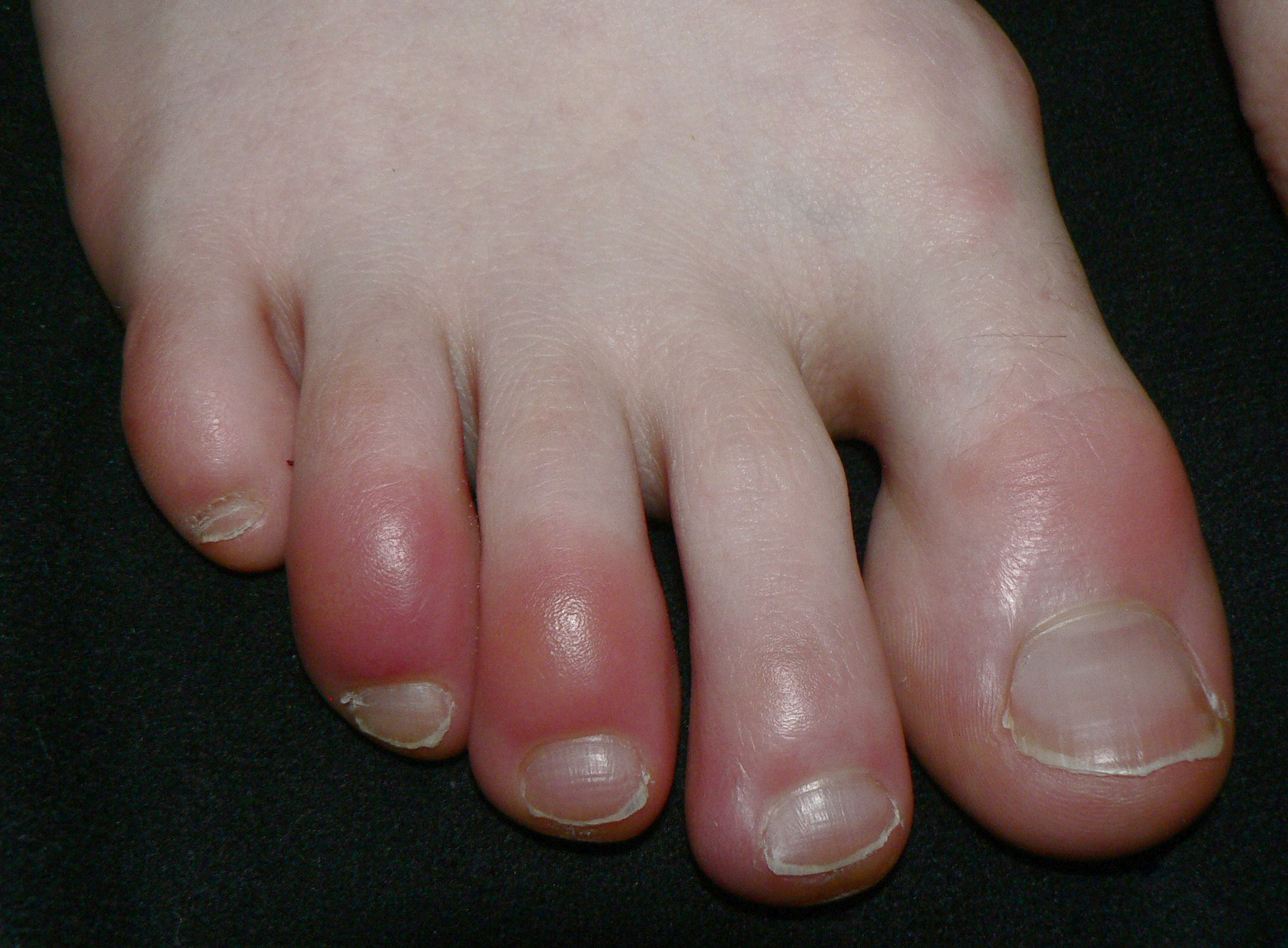
Wintertenen

Os cinco sinais cardinais são calor, dor, vermelhidão, inchaço e perda de função (em latim: calor, dolor, rubor, tumor e functio laesa). A inflamação é uma resposta genérica, e portanto é considerada um mecanismo de imunidade inata, enquanto a imunidade adaptativa é específica de cada patógeno. Muito pouca inflamação pode levar à destruição progressiva do tecido pelo estímulo prejudicial (por exemplo, bactérias) e comprometer a sobrevivência do organismo. Em contraste, demasiada inflamação, na forma de inflamação crónica, está associada a várias doenças, como febre dos fenos, doença periodontal, aterosclerose e osteoartrite.
A inflamação pode ser classificada como aguda ou crônica. A inflamação aguda é a resposta inicial do corpo a estímulos prejudiciais e é alcançada pelo aumento do movimento de plasma e leucócitos (em particular granulócitos) do sangue para os tecidos lesionados. Uma série de eventos bioquímicos propaga e amadurece a resposta inflamatória, envolvendo o sistema vascular local, o sistema imunológico e várias células do tecido lesionado. A inflamação prolongada, conhecida como inflamação crónica, leva a uma mudança progressiva no tipo de células presentes no local da inflamação, como as células mononucleares, e envolve destruição e cura simultâneas do tecido.
A inflamação também foi classificada como Tipo 1 e Tipo 2 com base no tipo de citocinas e células T auxiliares (Th1 e Th2) envolvidas.
O termo inflamação não é sinônimo de infecção. Infecção descreve a interação entre a ação da invasão microbiana e a reação da resposta inflamatória do corpo – os dois componentes são considerados juntos na discussão da infecção, e a palavra é usada para indicar uma causa invasiva microbiana para a reação inflamatória observada. A inflamação, por outro lado, descreve apenas a resposta imunovascular do corpo, independentemente da causa. Mas, como os dois são frequentemente correlacionados, as palavras que terminam no sufixo -ite (que significa inflamação) são por vezes descritas informalmente como referindo-se a infecção: por exemplo, a palavra uretrite significa estritamente apenas "inflamação uretral", mas os prestadores de cuidados de saúde clínicos geralmente discutem a uretrite como uma infecção uretral porque a invasão microbiana uretral é a causa mais comum de uretrite.
No entanto, a distinção inflamação-infecção é crucial em situações patológicas e de diagnóstico médico que envolvem inflamação que não é causada por invasão microbiana, como casos de aterosclerose, trauma, isquemia e doenças autoimunes (incluindo hipersensibilidade do tipo III).